# Marcos Antônio da Silva Gonçalves
Marcos Antônio da Silva Gonçalves, (Prado, Bahía, Brasil, 19 de octubre de 1989) más conocido como Marquinhos, es un futbolista brasileño. Juega como extremo o mediapunta.
En el 2008 fue descubierto en el equipo juvenil del Vitória e hizo su debut en el Campeonato Baiano. Luego, en el Brasileiro, fue considerado uno de los mejores talentos jóvenes de la temporada; jugando casi todos los partidos en el primer equipo, a pesar de sus cortos 18 años.

## Trayectoria
| Club                  | País      | Año       |
| --------------------- | --------- | --------- |
| Vitória               | Brasil    | 2008-2010 |
| Palmeiras (cedido)    | Brasil    | 2009-2010 |
| Desportivo Brasil     | Brasil    | 2010-2011 |
| Flamengo (cedido)     | Brasil    | 2010-2011 |
| Vitória               | Brasil    | 2011-2014 |
| Cruzeiro              | Brasil    | 2014-2015 |
| Internacional         | Brasil    | 2016-2018 |
| Sport Recife (cedido) | Brasil    | 2017      |
| América-MG (cedido)   | Brasil    | 2018      |
| Guarani               | Brasil    | 2019      |
| Bahia de Feira        | Brasil    | 2020      |
| Hong Kong Pegasus     | Hong Kong | 2020-2021 |
| CSA                   | Brasil    | 2021      |
| Catarinense           | Brasil    | 2022      |

## Palmarés
- Vitória
  - Campeonato Baiano: 2008

- Flamengo
  - Taça Guanabara: 2011
  - Taça Rio: 2011
  - Campeonato Carioca: 2011
- Cruzeiro
  - Campeonato Brasileiro: 2014
- Internacional
  - Recopa Gaúcha: 2016
  - Campeonato Gaúcho: 2016
- Sport Recife
  - Campeonato Pernambucano: 2017